# Silent Möbius
 Silent Möbius (jap. サイレントメビウス, Sairento Mebiusu) ist eine abgeschlossene Manga-Serie des japanischen Zeichners Kia Asamiya, die als Animeserie und in zwei Filmen umgesetzt wurde. Der Manga vermischt Elemente aus Cyberpunk und Fantasy.

## Handlung
Im Jahr 2023 wird das überbevölkerte und durch Umweltverschmutzung zerstörte Tokio immer wieder von Lucifer Hawks, Dämonen aus einer anderen Welt, heimgesucht, die wahllos unschuldige Menschen überfallen und töten. Die AMP (Attacked Mystification Police), eine Kampfgruppe aus sechs jungen Frauen mit speziellen, oft übernatürlichen Fähigkeiten soll die Stadt vor diesen Übergriffen schützen.

## Veröffentlichung
Die Manga-Serie erschien in Japan bei Kadokawa Shoten von Mai 1988 bis 2003 in insgesamt 12 Bänden. Die Kapitel erschienen zunächst im Magazin Monthly Comic Comp, später im Comic Dragon. Die ersten Bände widmen sich vorwiegend der Vorstellung der Charaktere, erst ab dem vierten Band entwickelt sich die Handlung. Eine englische Fassung wurde von Viz Media in mehreren Auflagen veröffentlicht, eine französische von Génération Comics und eine chinesische von Taiwan Tohan.
In Deutschland erschienen zunächst von 1997 bis 1998 die ersten sechs Kapitel in den Doppelausgaben 201/202 bis 211/212 des Comic-Magazins Schwermetall. Im Jahr 2000 veröffentlichte der Alpha Comic Verlag den ersten Band in gespiegelter US-Fassung mit Übersetzung aus dem Japanischen, der bereits angekündigte zweite Band blieb jedoch aus. Ab 2003 begann Planet Manga mit einer erneuten Veröffentlichung (einschließlich des zusätzlichen Prolog-Bandes 0, auch bekannt als Möbius Klein) in original japanischer Leserichtung, mit Schutzumschlag und einer Übersetzung aus dem Japanischen. Nach Band 6 wurde diese ursprünglich auf 16 Bände angelegte Fassung ebenfalls abgebrochen.

## Adaptionen

### Filme
Am 17. August 1991 kam mit Silent Möbius eine erste Adaption des Mangas als Anime-Film in die Kinos. Der 54 Minuten lange Film der Regisseure Michitaka Kikuchi und Kazuo Tomizawa fasst die Handlung des ersten Teils des Mangas zusammen, die Musik komponierte Kaoru Wada, der Vorspanntitel Sailing wird von der Gruppe Tokyo Shōnen gesungen.
Am 18. Juli 1992 folgte ein zweiter Film von Regisseur Yasunori Ide. Dieser beschäftigt sich mit späteren Kapiteln des Mangas und dem Charakter Yuki Saiko.
Außerdem wurde in Japan eine Realverfilmung veröffentlicht.

### Animeserie
1998 entstand unter der Regie von Hideki Tonokatsu eine Anime-Fernsehserie mit 26 Folgen. Das Charakterdesign entwarfen Seiki Tanaka und Yasuhiro Moriki, die künstlerische Leitung hatte Eiji Iwase inne. Die Produktion geschah bei Studio Radix im Auftrag von TV Tokyo. Dieser strahlte die Serie vom 7. April 1998 bis zum 29. September 1998 in Japan aus.
Die Fernsehserie erschien auf Deutsch im Jahr 2002 bei OVA Films. Vom 29. Juli 2002 bis zum 19. August 2002 wurde auf VOX eine gekürzte Fassung ausgestrahlt, bei der die Folgen 7 und 16 ausgelassen wurden. Der Anime wurde auf Englisch und Koreanisch von Animax ausgestrahlt sowie auch ins Französische, Spanische und Portugiesische übersetzt.

#### Synchronisation
| Rolle           | Japanischer Sprecher (Seiyū) |
| --------------- | ---------------------------- |
| Katsumi Liqueur | Naoko Matsui                 |
| Kiddy Phenyl    | Hiromi Tsuru                 |
| Nami Yamigumo   | Chieko Honda                 |
| Lebia Maverick  | Miho Nagahori                |
| Yuki Saiko      | Maya Okamoto                 |
| Lum Cheng       | Akiko Hiramatsu              |
| Rally Cheyenne  | Toshiko Fujita               |
| Mana Isozaki    | Mami Koyama                  |
| Robert DeVice   | Kōichi Hashimoto             |
| Ralph Bombers   | Yasunori Matsumoto           |
| Rosa Cheyenne   | Gara Takashima               |

#### Musik
Die Musik der Serie komponierten Jimmie Haskell, Ken’ichi Sudō, Suzie Katayama und Takashi Furukawa. Das Vorspannlied ist Kindan no Pensée (禁断のパンセ, kindan no panse, dt. „verbotene Gedanken“) von Saori Ishizuka, der Abspann wurde unterlegt mit den Liedern Silently von Karen Mok und Till The End Of Time von Jason Scheff & Mica Okudoi.

## Rezeption
Der Manga war für den Zeichner Kia Asamiya der Durchbruch auf dem Mangamarkt. Die Kinofilme fanden zu Beginn der 1990er Jahre besondere Beachtung und gelten teils als Klassiker.
Die Fernsehserie wird in der AnimaniA als gelungenen Nachfolger der Filme bezeichnet, das Charakterdesign sei nah am Manga, die Handlung orientiere sich nur grob daran. Die Animationsqualität sei gut und die Musik passend. Auch der Anime Guide bestätigt die hohe Qualität der Animefilme und nennt sie als herausragendes Beispiel des Cyberpunk. Im Gegensatz dazu sei der Realfilm misslungen.